# Sphaeroma pentodon
Sphaeroma pentodon är en kräftdjursart som beskrevs av Richardson1904. Sphaeroma pentodon ingår i släktet Sphaeroma och familjen klotkräftor. Inga underarter finns listade i Catalogue of Life.